# Karel Stromšik
Karel Stromšik (ur. 12 kwietnia 1958) – czeski piłkarz grający na pozycji bramkarza.

## Kariera klubowa
Karierę piłkarską Stromšik rozpoczął w klubie Dukla Praga. W 1978 roku w jego barwach zadebiutował w pierwszej lidze czechosłowackiej. W 1979 roku osiągnął z Duklą swój pierwszy sukces w karierze, gdy wywalczył mistrzostwo Czechosłowacji. W 1981 roku zdobył pierwszy Puchar Czechosłowacji, a w 1982 roku po raz drugi został mistrzem kraju. W 1983 i 1985 roku wywalczył kolejne dwa krajowe puchary.
W 1988 roku Stromšik odszedł do Slovana Bratysława. W Slovanie bronił przez 2 lata i w 1988 roku wyjechał do Malezji. Został piłkarzem tamtejszego Selangoru. W latach 1989–1990 wywalczył z Selangorem mistrzostwo Malezji. W 1991 roku zakończył karierę w wieku 33 lat.

## Kariera reprezentacyjna
W reprezentacji Czechosłowacji Stromšík zadebiutował 24 września 1980 roku w zremisowanym 1:1 towarzyskim meczu z Polską. W 1982 roku był w kadrze Czechosłowacji na Mistrzostwa Świata w Hiszpanii i rozegrał na nich 2 mecze: z Anglią (0:2) i z Francją (1:1). Od 1980 do 1982 roku rozegrał w kadrze narodowej 4 mecze.

## Kariera trenerska
Po zakończeniu kariery piłkarskiej Stromšík został trenerem. Szkolił bramkarzy w Selangorze, a w 2001 roku wyjechał do Indii. Tam był trenerem FC Kochin i Mahindry United. Prowadził również Selangor i rodzimą Viktorię Žižkov.